# Tephroseris pyroglossa
Tephroseris pyroglossa là một loài thực vật có hoa trong họ Cúc. Loài này được (Kar. & Kir.) Holub mô tả khoa học năm 1973.